# Корабельная пулемётная установка 2М-5
Корабельная пулеметная установка 2М-5

## История
14 марта 1946 года руководство ВМФ СССР утвердило тактико-техническое задание на проектирование трех двухпулеметных установок с 14,5-мм пулемётами Владимирова. Разработка всех трех установок поручалась ОКБ-43, которым руководил М. Н. Кондаков. Параллельная разработка установок была вызвана не желанием устроить конкурс, а конструкцией кораблей, для которых они проектировались. Так, установка 2М-5 предназначалась для торпедных катеров, 2М-6 — для бронекатеров, а 2М-7—для тральщиков.
Опытный образец палубной турельной установки 2М-5 был изготовлен ОКБ-43 в августе 1947 года. Установка имела два горизонтально установленных КПВ. Пулеметы наводились вручную стрелком, то есть механизмы приводов наведения отсутствовали. Для предохранения расчета от пуль и мелких осколков 2М-5 снабжалась горизонтальной броней. Толщина брони передней стенки составляла 8 мм, а задней — 4 мм. Питание пулеметов ленточное, в ленте имелось 80 патронов, вес снаряженной ленты составлял 18,7 кг. Прицел позволял вести огонь по воздушным целям, движущимся со скоростью до 250 м/сек.
Заводские испытания опытного образца 2М-5 состоялись с 11 по 25 мая 1948 года. Для проведения корабельных испытаний опытный образец 2М-5 был установлен на торпедном катере проекта 123К. В ходе испытаний с 4 по 8 ноября 1950 года были получены удовлетворительные результаты, и 2М-5 рекомендована к принятию на вооружение. Установка 2М-5 была принята на вооружение Постановлением ЦК КПСС и Совета министров СССР № 3522-1403 от 30 июля 1952 года и Приказом военно-морского министра № 00571 от 9 августа 1952 года. Цена одной установки — 81,5 тыс. руб. в ценах 1954 года.
В 1952 году Тульский машиностроительный завод начал серийное производство зенитной пулеметной установки 2М-5, которое продолжалось около 10 лет.

## Тактико-технические характеристики
Тактико-технические характеристики 2М-5
- Калибр, мм — 14,5
- Число стволов — 2
- Длина тела пулемета, мм — 2000
- Угол ГН, град — 360
- Высота линии огня над палубой (от погона), мм — 680
- Радиус обметания по стволам, мм — 1820
- Вес установки без боеприпасов, кг — 550
- Темп одного автомата, выстр./мин — 550—600
- Прицельная дальность по воздушным целям, м — 2000
- Прицельная дальность по наземным целям, м — 2500

## На вооружении
В послевоенные годы крупнокалиберные пулеметы не устанавливались на крупные корабли. Это было связано, с одной стороны, с увеличением скоростей и живучести самолетов, а с другой — с появлением сравнительно эффективных зенитных автоматов 25-мм 2М-3 и 2М-3М, а затем 30-мм АК-230. Зато 14,5-мм пулеметы получили широкое распространение на катерах всех классов. Так, установки 2М-5 получили торпедные катера проектов 123К и 184.

## Боевое применение
- Тонкинский инцидент от 2 августа 1964 года.

Морской бой северовьетнамских торпедных катеров пр. 123К с эсминцем
«Мэддокс» в Тонкинском заливе 2 августа 1964 года. По вьетнамской версии, катера обстреляли из своих пулеметных установок 2М-5 американский эсминец, вторгшийся в территориальные воды Северного Вьетнама, а затем повредили один из прилетевших самолетов. Получив повреждения катера вернулись на свою базу. По американской версии, находившийся в международных водах эсминец подвергнулся безуспешной атаке со стороны северовьетнамских торпедных катеров, открывших огонь по нему из своих 14,5-мм пулемётов и пытавшихся его торпедировать. Кроме того, в морском бою участвовали американские палубные истребители F-8 «Крусейдер» с авианосца «Тикондерога». В результате один катер был потоплен, другие — получили тяжелые повреждения.
- Морской бой 20 июля 1974 года возле о. Кипр

Морской бой кипрских торпедных катеров пр. 123К с турецкими эсминцами и самолетами в районе порта Кирения 20 июля 1974 года. Два кипрских торпедных катера проекта 123К «T-1» и «T-3» пытались помешать турецкому конвою (23 десантных судна, 5 эсминцев и 2 фрегата) высадить десант. Находясь вне дистанции торпедной атаки, катера были визуально обнаружены и атакованы турецкой авиацией. Катера открыли ответный огонь из кормовых спаренных 14,5-мм пулеметов. Вскоре в ТКА «Т-1» попал 20-мм авиационный снаряд и он затонул. ТКА «T-3» также был потоплен орудийным огнём двух турецких эсминцев. Согласно воспоминаниям единственного выжившего члена экипажа катера «Т-3» Дионисоса Магетоса пулеметным огнём удалось сбить один из турецких самолетов F-100 Super Sabre, и повредить другой, однако эта информация не подтверждается турецкими источниками.